# Saule des vanniers
Salix viminalis
Espèce
Classification APG III (2009)
Le saule des vanniers, appelé aussi vime ou osier vert (Salix viminalis), est une espèce de plantes à fleurs de la famille des Salicaceae. C'est un saule d'une hauteur de 3 à 6 m trouvé en Eurasie. Il tire son nom de l'utilisation de ses rameaux souples en vannerie sous le nom d'osier. D'autres espèces de saule sont également utilisées en vannerie, comme le saule pourpre ou le saule blanc.

## Description

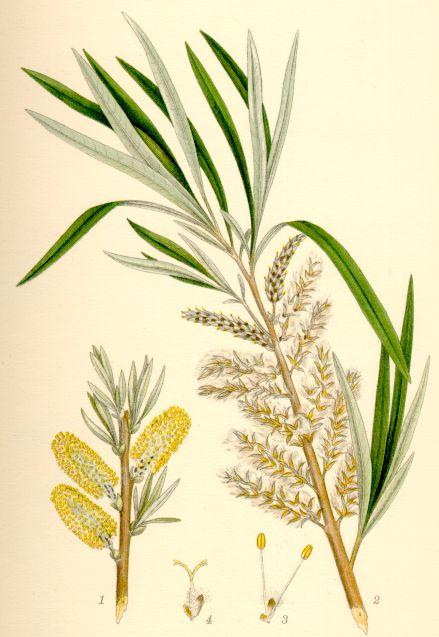
Illustration de Salix viminalis dans le Bilder ur Nordens Flora de C.A.M. Lindman, 1901-1905.

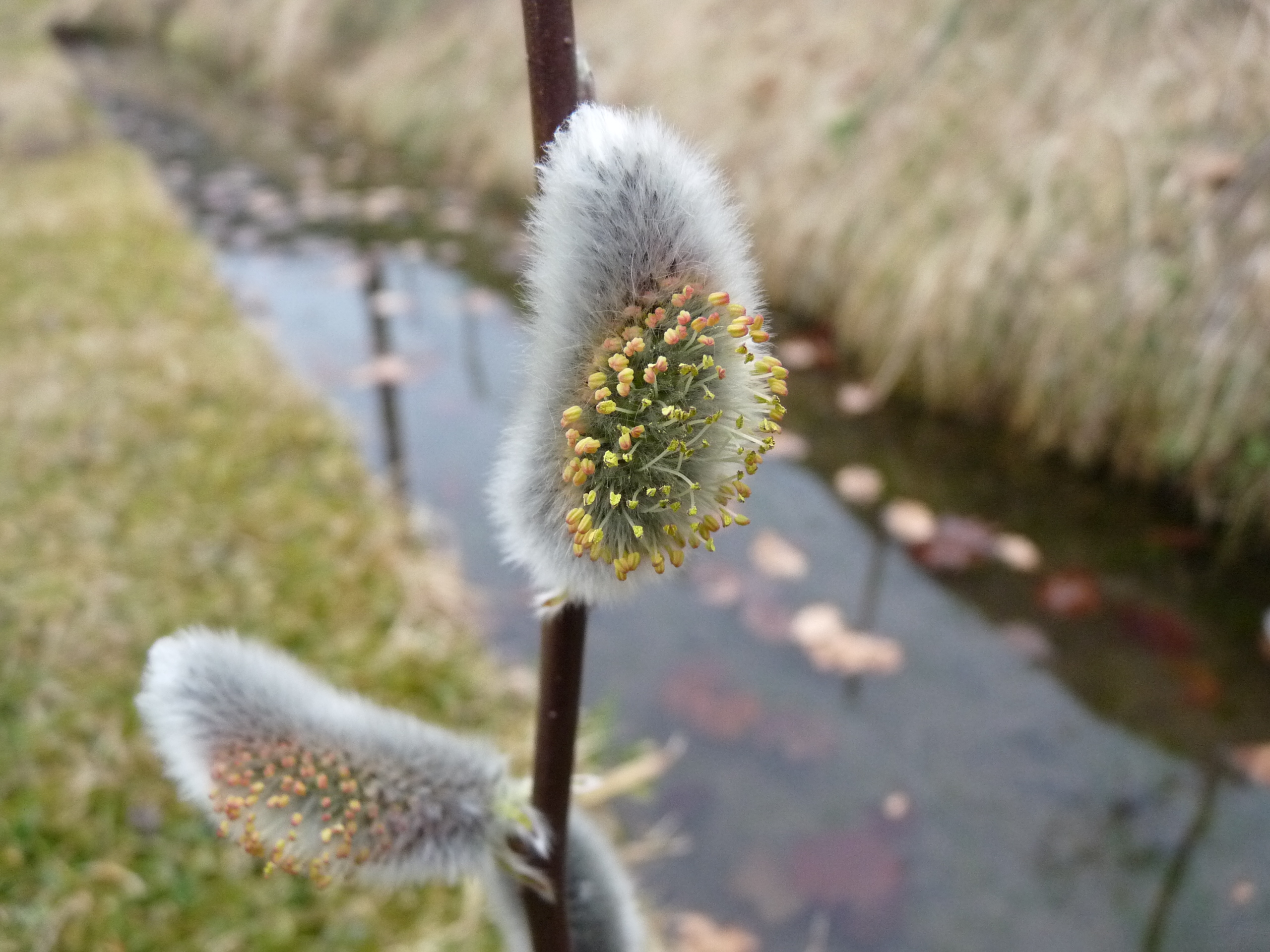
Chatons mâles.

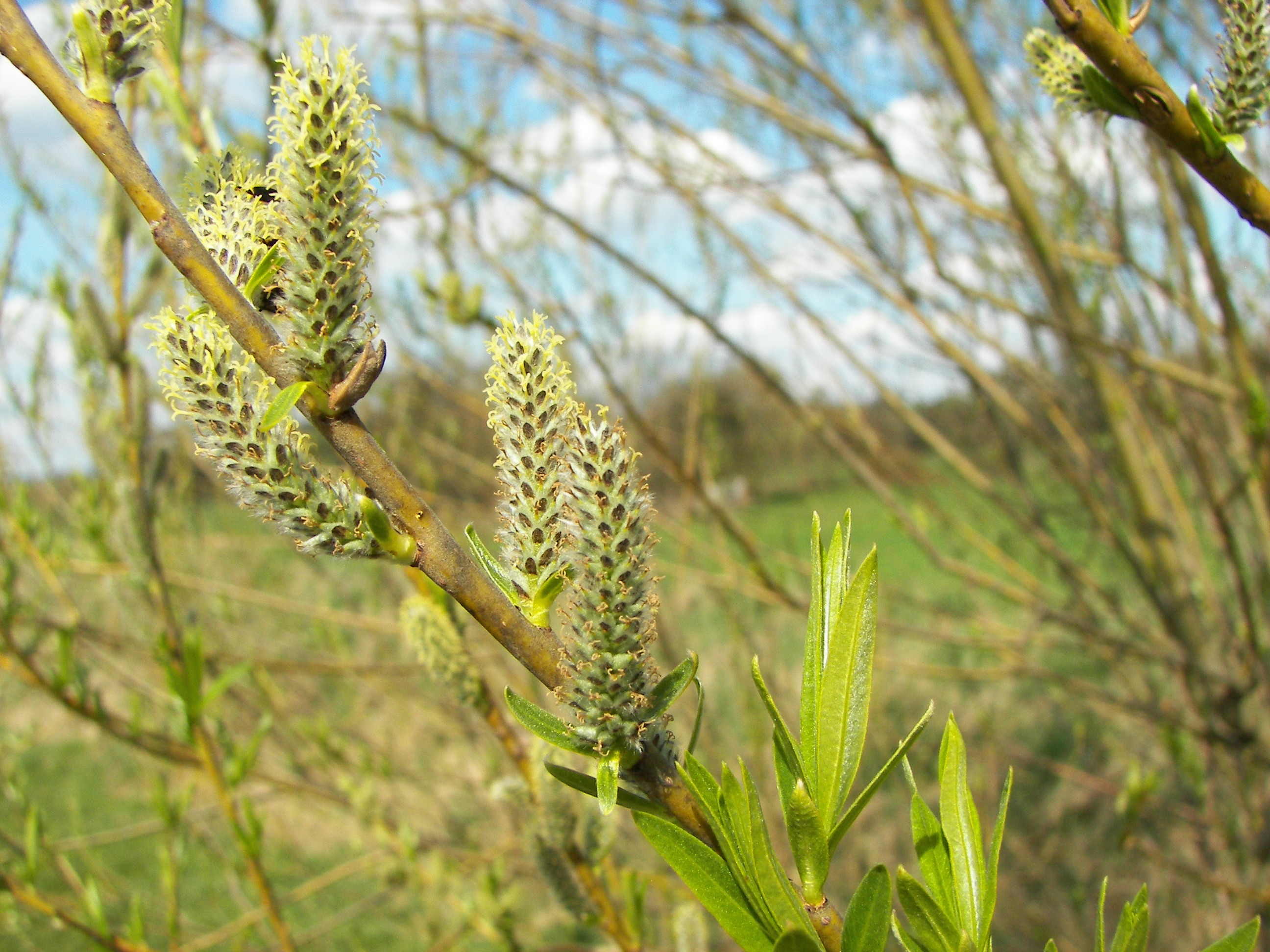
Chatons femelles.

### Appareil végétatif
Cet arbrisseau ou arbuste mesure généralement moins de 6 m de hauteur. Les rameaux, jaunâtres ou rougeâtres, portent des feuilles lancéolées un peu ondulées, glabres sur la face supérieure et soyeuses sur la face inférieure (les soies confèrent à cette face une teinte argentée). C'est un arbuste très souple

### Appareil reproducteur
Cette espèce étant dioïque, les individus sont soit mâle (voir 1 et photo ci-contre), soit femelle (voir 2), et leurs fleurs sont réunies en chatons unisexués. Chaque fleur est précédée d'un nectaire correspondant au périanthe, et protégée par une bractée. Les fleurs mâles (voir 3) ont deux étamines avec des anthères jaunes (voir photo ci-contre). Les fleurs femelles (voir 4) ne présentent qu'un seul ovaire uniloculaire à deux carpelles. Le fruit est une capsule velue qui s'ouvre par deux valves et libère des graines portant de longues soies.

### Espèce hôte

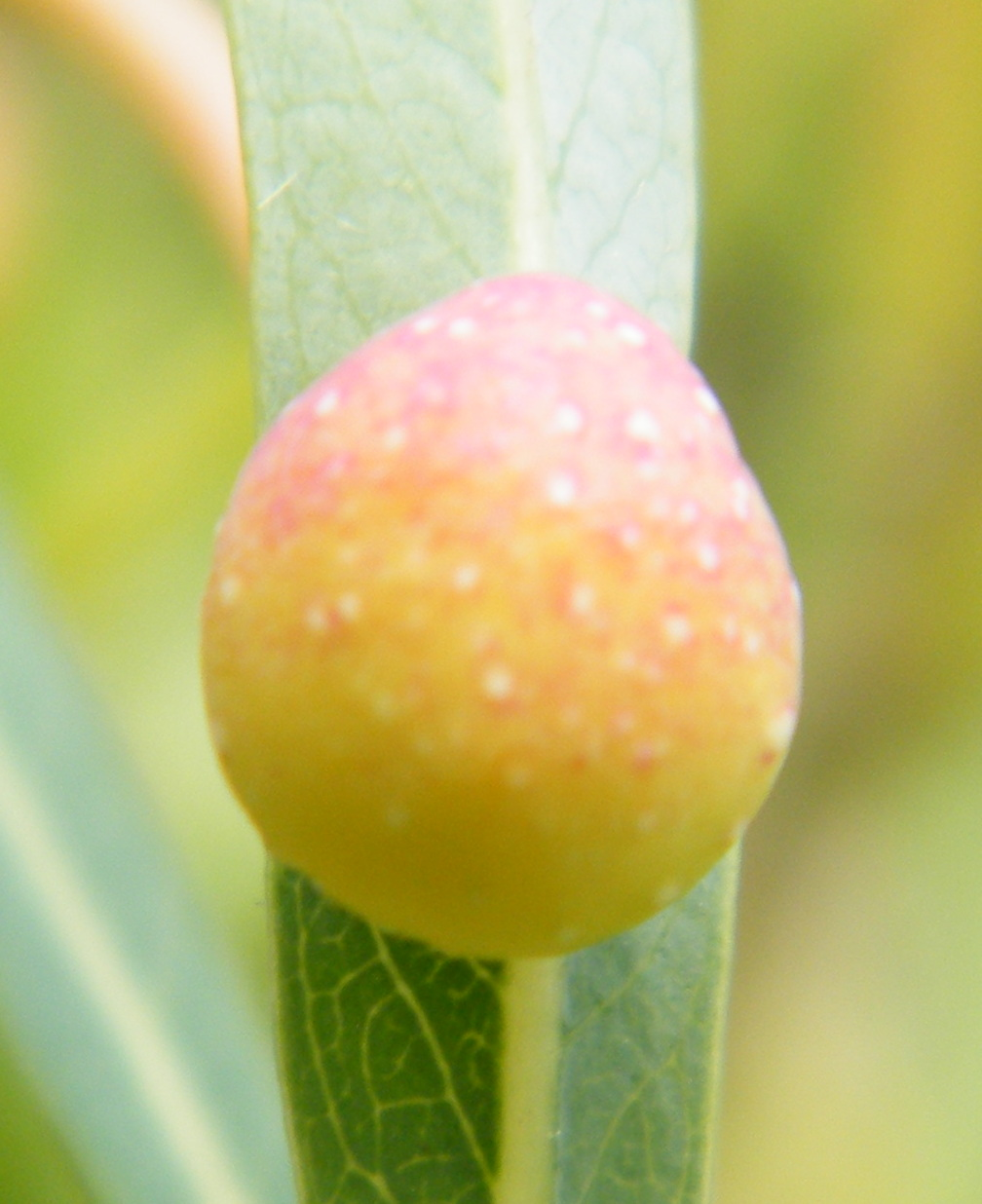
Galle accrochée au dos de la feuille.

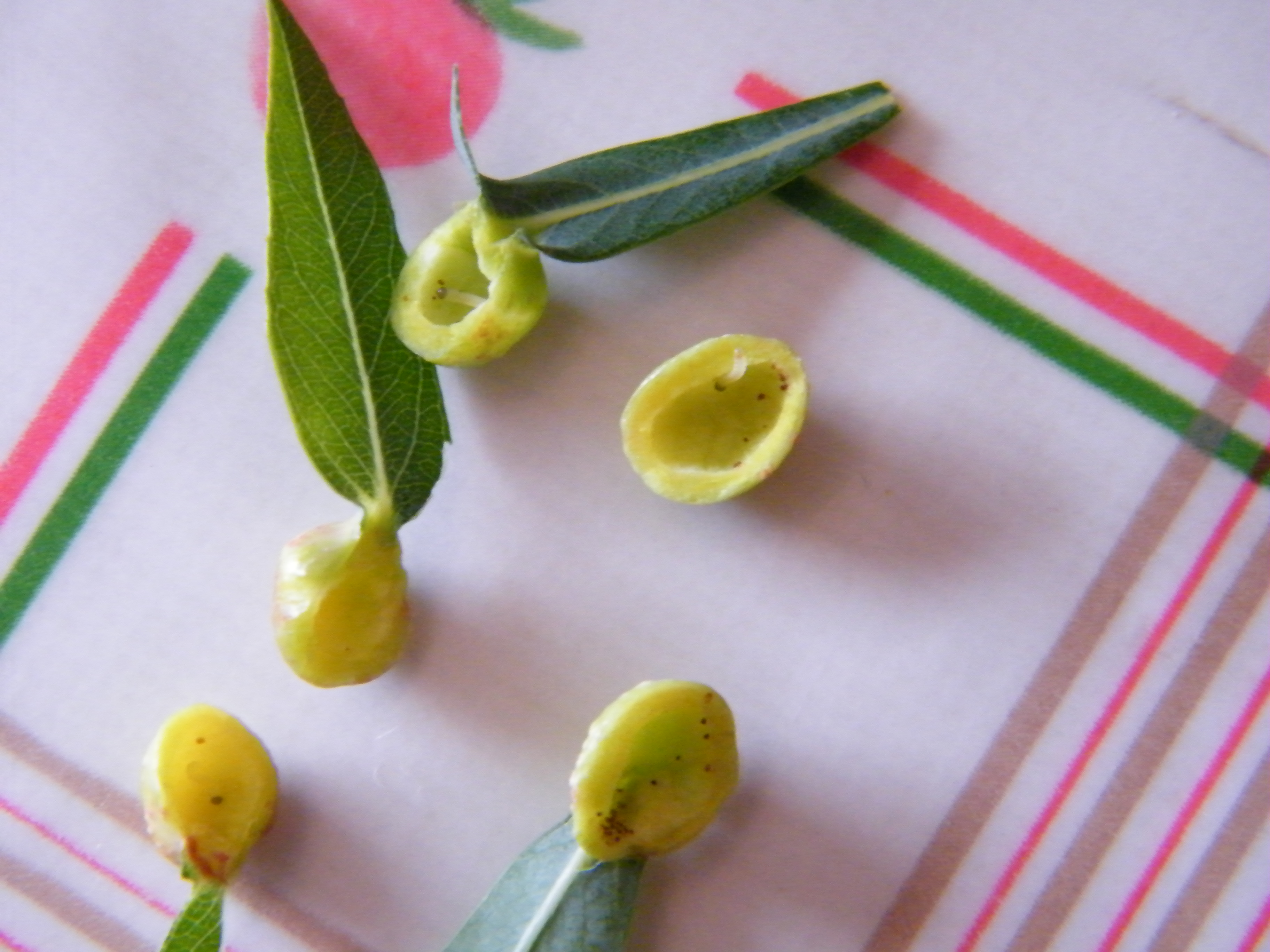
Galle ouverte montrant la larve.

La nervure principale des feuilles de Salix viminalis porte parfois, sur la face inférieure, des galles venues d'une tenthrède, Pontania viminalis. La ponte de l'insecte provoque la production d'une galle qui abrite l'œuf puis la larve et ses excréments. Parvenue à son stade adulte, la larve perce la paroi et se nymphose ensuite au pied de l'arbre pour donner l'insecte reproducteur au printemps.

## Utilisations

### Phytoremédiation
En phytoremédiation, Salix viminalis est un hyperaccumulateur de cadmium, chrome, plomb, mercure, zinc, pétrole et hydrocarbures, solvants organiques, MTBE, TCE et ses sous-produits, sélénium, argent, uranium,, et ferrocyanure de potassium (expériences avec Salix babylonica L.), et comme tel est un candidat de premier ordre pour la phytoremédiation. Pour plus d'informations, voir la liste d'hyperaccumulateurs.

### Vannerie
Cette espèce produit de l'osier.
Elle fait partie des espèces les plus utilisées pour la vannerie avec le saule pourpre (Salix purpurea), le saule à trois étamines (Salix triandra) et le saule blanc -ou commun- (Salix alba).

## Variétés et cultivars
Parmi les nombreuses variétés et cultivars on peut citer :
- Salix viminalis "Pêcher Jaune"
- Salix viminalis "Romarin Vert"
- Salix viminalis "Romarin Rouge"
- Salix viminalis "Gigantea"
- Salix viminalis "Gravange nantaise" (Marron)
- Salix viminalis "Gravange verte" (Vert)
- Salix viminalis "Gravange Étienne" (Marron)

Le mot "gravange" pourrait venir en français dialectal de gravelins, grave, grève, rives sablonneuses, sur lesquelles poussent habituellement ces osiers 'les bancs de gravier où cette espèce d'osier réussit merveilleusement'.